# Víctor Azcona Pérez
Víctor Azcona Pérez  (Fitero, 30 d'abril de 1905 - Barakaldo, 4 d'abril de 1994) va ser un director i guionista de cinema navarrès.
Fill d'un fotògraf ambulant navarrès, va intentar emigrar a Amèrica però va romandre a Barakaldo. El 1925 amb el seu germà Mauro Azkona va crear Producciones Azkona, que rodava documentals i produccions al pati de casa seva. El 1928 va rodar amb el seu germà el llargmetratge El mayorazgo de Basterretxe, el seu major èxit. Tanmateix, l'arribada del cinema sonor els va obligar a tancar, ja que no podien assumir la forta inversió que suposava adaptar-s'hi. Es va dedicar principalment a operar amb la càmera, i a més va participar en diversos congressos esperantistes. A diferència del seu germà, quan va tancar la productora va deixar el cinema i va regentar una adrogueria a Barakaldo.

## Cinematografia

### Director
- Jipi y Tilín (1927)
- Los apuros de Octavio (1926)

### Guionista
- El mayorazgo de Basterretxe (1929)
- Los apuros de Octavio (1926)

### Director de fotografia
- El mayorazgo de Basterretxe (1929)
- Los apuros de Octavio (1926)